# Pierre Willems
Pierre Gaspard Hubert Willems (även Peter Kasper Hubert Willems), född 6 januari 1840 i Maastricht, död 23 februari 1898 i Leuven, var en flamländsk historiker.
Willems var sedan 1865 professor vid Leuvens universitet i latinsk litteratur, epigrafik, arkeologi och paleografi. Bland hans skrifter märks Le droit public romain depuis la fondation de Rome jusqu'à Constantin (1870; sjätte upplagan 1898), och Le senat de la république romaine (tre band, 1878-85). Han författade även en flamländsk Taalkunde och var en bland de ledande männen inom den flamländska rörelsen.

## Fotnoter
1. 1 2  Pieter Willems, Biografisch Portaal (på nederländska), Biografisch Portaal-nummer: 49856255.[källa från Wikidata]
2. 1 2  KANTL medlems-ID, läst: 9 oktober 2017.[källa från Wikidata]
3. 1 2 3 4 5  ODIS, ODIS-ID: PS_14591.[källa från Wikidata]
4. 1 2  www.accademiadellescienze.it, Accademia delle Scienze di Torino-ID: pierre-gaspard-hubert-willems, läst: 1 december 2020.[källa från Wikidata]
5. ↑  www.accademiadellescienze.it, Accademia delle Scienze di Torino-ID: pierre-gaspard-hubert-willems, läst: 1 december 2020.[källa från Wikidata]
6. 1 2 3 4  Källangivelsen på Wikidata använder egenskaper (properties) som inte känns igen av Modul:Cite
7. ↑  Tjeckiska nationalbibliotekets databas, NKC-ID: av20241235885, läst: 18 november 2024.[källa från Wikidata]